# Konstantinos Kouis
Konstantinos "Dinos" Kouis (Salonica, 23 de Novembro de 1955) é um ex-futebolista grego que atuava como meio-campista.

## Carreira
Konstantinos Kouis defendeu a Seleção Grega de Futebol, na histórica presença na Euro 1980.

## Ligações Externas
- Perfil em Fifa.com (em inglês)